# Hyphantria punctata
Hyphantria punctata är en fjärilsart som beskrevs av Fitch 1857. Hyphantria punctata ingår i släktet Hyphantria och familjen björnspinnare. Inga underarter finns listade i Catalogue of Life.